# Johannes Marott
Johannes Marott (14. juni 1917 på Frederiksberg – 22. november 1985 i København) var en dansk skuespiller.
Han var elev af Albert Luther.
Gennemgik Det kongelige Teaters elevskole 1945-1947.
Herefter yderligere teateruddannelse i London.
Har arbejdet som free-lance, mest som instruktør.
På et tidspunkt engageret til Odense Teater.
Fik iscenesat mange radio-spil og nåede at indspille en række film.

## Udvalgt filmografi
- Det hændte i København – 1949
- Kampen mod uretten – 1949
- Susanne – 1950
- Vejrhanen – 1952
- Den store gavtyv – 1956
- Vi som går stjernevejen – 1956
- Englen i sort – 1957
- Ingen tid til kærtegn – 1957
- Krudt og klunker – 1958
- Mariannes bryllup – 1958
- Soldaterkammerater – 1958
- Ung kærlighed – 1958
- Ballade på Bullerborg – 1959
- Alt på et bræt – 1977
- Kniven i hjertet – 1981